# Salbitschijen
Der Salbitschijen ist ein 2985 m ü. M. hoher Berg in den Urner Alpen. Er ist ein Kletterberg mit klassischen Grat- und Wandrouten im Granit.
Der Salbitschijen liegt nördlich des Göscheneralptals, durch welches vom Göscheneralpsee, die Göschernerreuss fliesst.
Der Gipfel wird von der berühmten 15 m hohen Salbit-Gipfelnadel gekrönt, welche mit Kletterei im V. Grad bestiegen werden kann.
Ausgangspunkt für eine Besteigung des Salbitschijen ist die auf 2105 m Höhe gelegene Salbithütte. Sie ist mit der westlich gelegenen Voralphütte durch einen Steig verbunden, der in einem Schwierigkeitsgrad von T4 durch die Südflanke des Salbitschijen führt. Eine Attraktion dieses Weges ist die 2010 eröffnete 90 Meter lange Salbitbrücke.

## Klettertouren

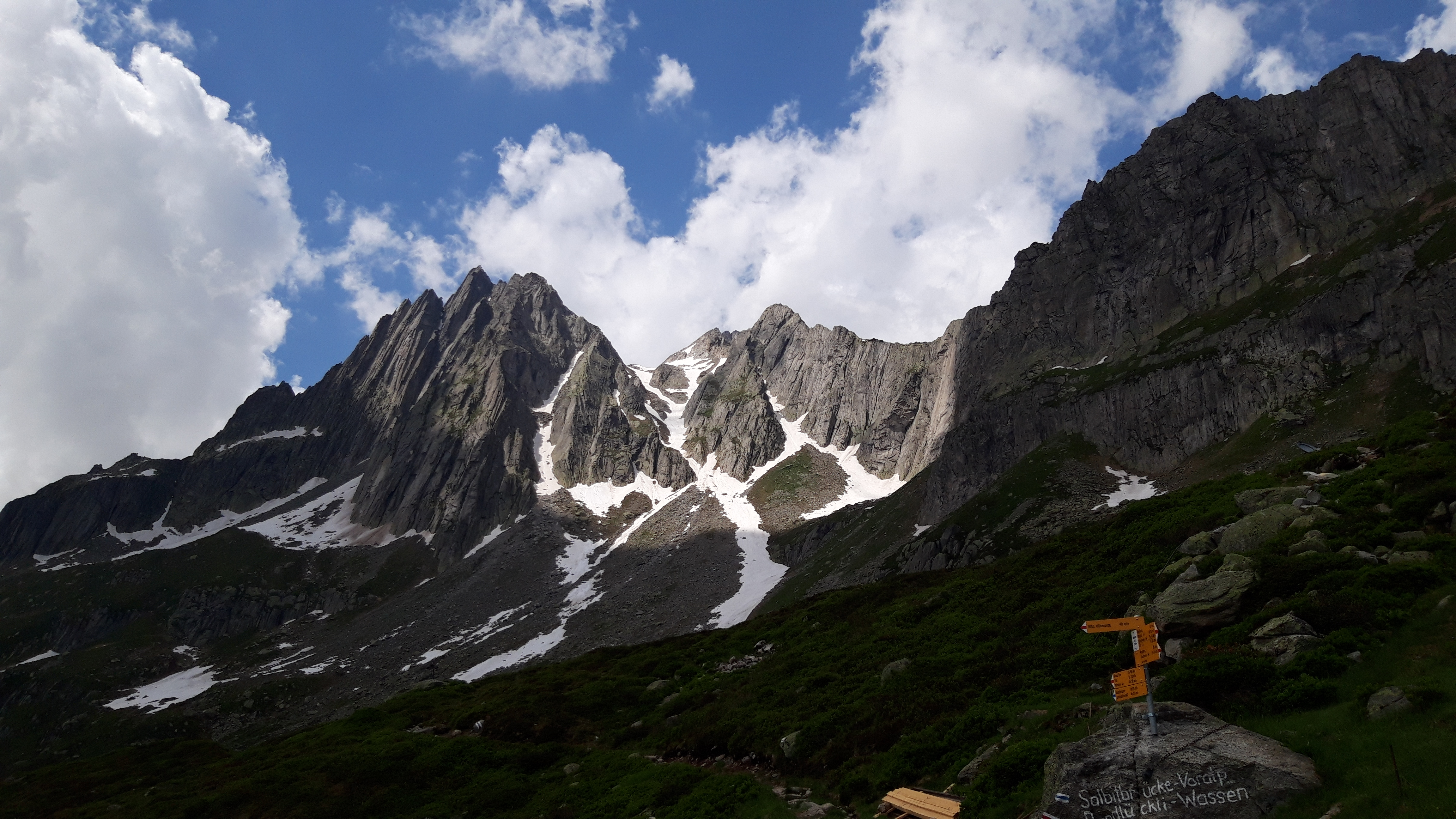
Der Salbitschijen im Hochsommer von der Salbithütte gesehen.

Auf den Berg führen drei wuchtige Grate, der West-, Süd- und Ostgrat. Von Norden ist er durch ein oft mit Schnee gefülltes Couloir und später über leichte Felsen (I–II) zu erreichen.
Über den Westgrat führt eine oft unterschätzte Kletterroute mit über 30 Seillängen bis in den VII. Schwierigkeitsgrad, bei der viele Seilschaften nicht ohne ein Biwak auskommen. Erste integrale Begehung erfolgte im Juni 1948 durch Ernest und Betty Favre und Louis-Maurice Henchoz.
Der Südgrat wird oft als eine der schönsten Gratklettereien im gesamten Alpenraum bezeichnet. Er geht über 16 Seillängen und weist mehrere Stellen im oberen V. Schwierigkeitsgrad auf. Die Erstbegehung schafften Alfred Amstad, Otto Amstad und Guido Masetto am 16. August 1935.
Der Ostgrat (IV–V) ist der einfachste der drei Grate. Erste Begehung erfolgte durch August und Hugo Müller am 20. Juni 1920.
Durch die Südostwand des vorgelagerten Zwillingsturmes führen zahlreiche bekannte Granitklettereien. Viele Routen wurden von Hans Berger, dem Hüttenwirt der Salbithütte, mit Bohrhaken saniert.
Am 12. Juni 2023 kletterte Dani Arnold als Erster solo und in Rekordzeit alle drei Grate. Dazu brauchte er 9 Stunden, 36 Minuten und 55 Sekunden und legte 2311 Höhenmeter Aufstieg und 8,48 Kilometer zurück. Start- und Zielort war die Salbithütte.
Den Rekord für eine Zweierseilschaft stellten am 6. Oktober 2023 Yannick Glatthard und Simon Wahli durch die Begehung von West-, Süd- und Ostgrat am Salbitschijen in der Rekord-Zeit von 5 Stunden und 53 Minuten auf.

## Name
Schije heisst auf Schweizerdeutsch dünne Latte, Zaun, langes Brett, Zaunpfahl, Haglatte, übertragen auf die Bergnamen entsprechend, ‚aufragende schmale Felsformation‘.